# Gadung (Toboali)
Gadung is een bestuurslaag in het regentschap Bangka Selatan van de provincie Bangka-Belitung, Indonesië. Gadung telt 6336 inwoners (volkstelling 2010).